# Peter Fröhlicher
Peter Fröhlicher (* 3. September 1949 in Zürich) ist ein Schweizer Romanist.
Fröhlicher promovierte 1981 mit einer Arbeit über Guillaume Apollinaire. 1989 habilitierte er an der Universität Zürich mit einer Arbeit über Julio Cortázar. Von 1991 bis 1996 war er Professor für Französische und Spanische Literatur an der Universität Konstanz. Er war von 1996 bis 2001 Präsident der Schweizerischen Gesellschaft für Semiotik und ist Gründungsmitglied des Zürcher Kompetenzzentrum für Hermeneutik. Seit 2008 ist er Mitglied des Schweizerischen Wissenschafts- und Technologierates, seit 2009 Vizedekan, seit 2011 Dekan der Philosophischen Fakultät der Universität Zürich.